# Peperomia griggsii
Peperomia griggsii är en pepparväxtart som beskrevs av C. Dc.. Peperomia griggsii ingår i släktet peperomior, och familjen pepparväxter. Inga underarter finns listade i Catalogue of Life.